# Mercedes-Benz GLS
Mercedes-Benz GLS – samochód osobowy typu SUV klasy aut luksusowych produkowany pod niemiecką marką Mercedes-Benz od 2015 roku. Od 2019 roku produkowana jest druga generacja modelu.

## Pierwsza generacja

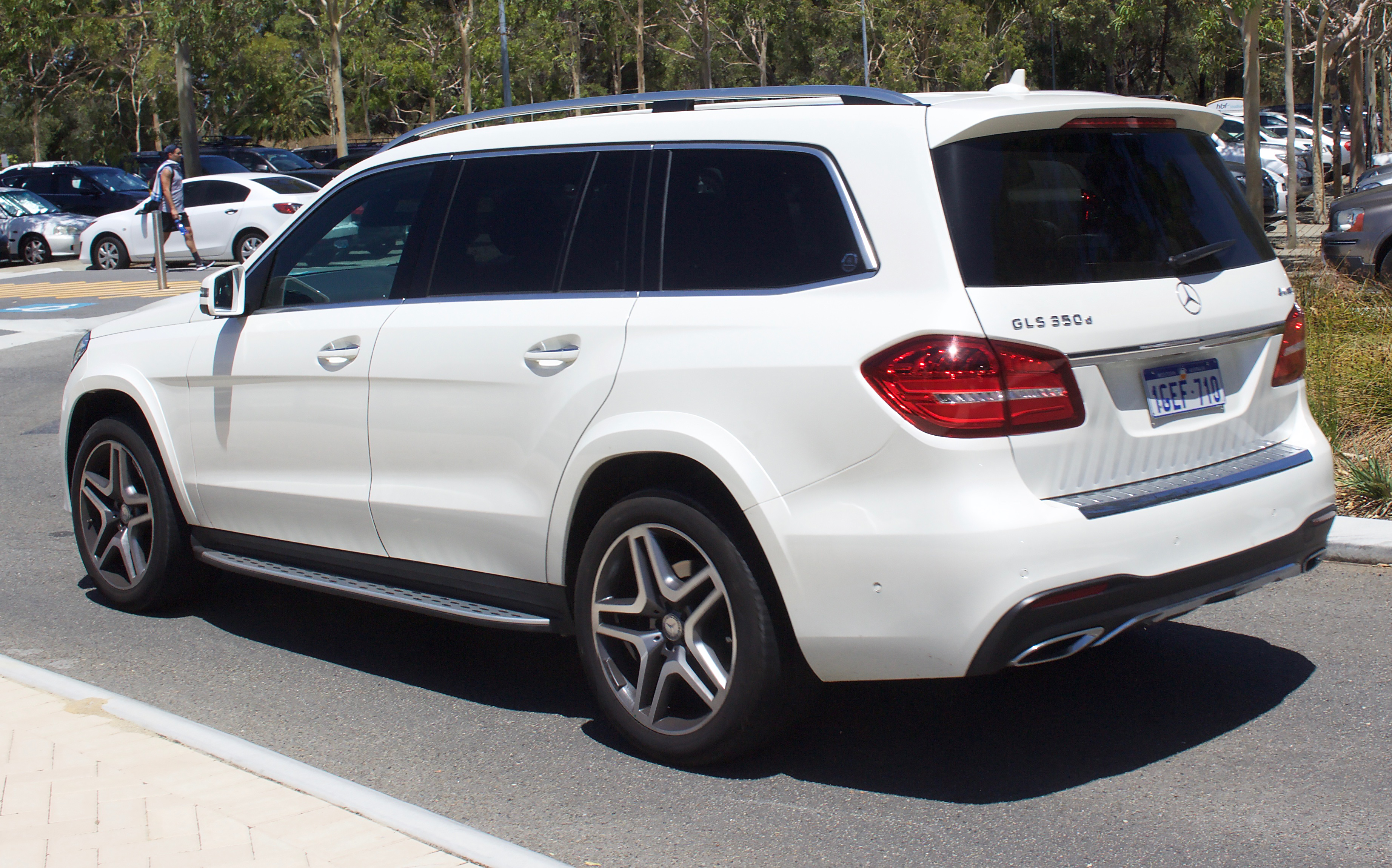
Mercedes-Benz GLS I – tył

Mercedes-Benz GLS I został zaprezentowany po raz pierwszy w listopadzie 2015 roku.
Choć GLS to nowa nazwa w palecie modelowej Mercedesa, to samochód jest tak naprawdę jedynie zmodernizowanym GL-em z 2012 roku. Premiera miała miejsce w listopadzie 2015 roku, a sprzedaż ruszyła na przełomie 2015 i 2016 roku. Nowy emblemat wynika z porządków w nazewnictwie z 2015 roku, w myśl których litera S w nazwie oznacza, że omawiany model jest największym ze wszystkich SUV-ów Mercedesa.

### Stylistyka
Względem dotychczasowego modelu, GLS zyskał zupełnie nowy pas przedni z większymi, bardziej agresywnie zarysowanymi reflektorami, nowymi wkładami tylnych lamp i zupełnie nowym kokpitem. Zakres zmian jest bardzo podobny do tych, jakie zaszły w pokrewnym modelu ML, który po modernizacji kilka miesięcy wcześniej również zyskał nową nazwę – GLE.

## Druga generacja

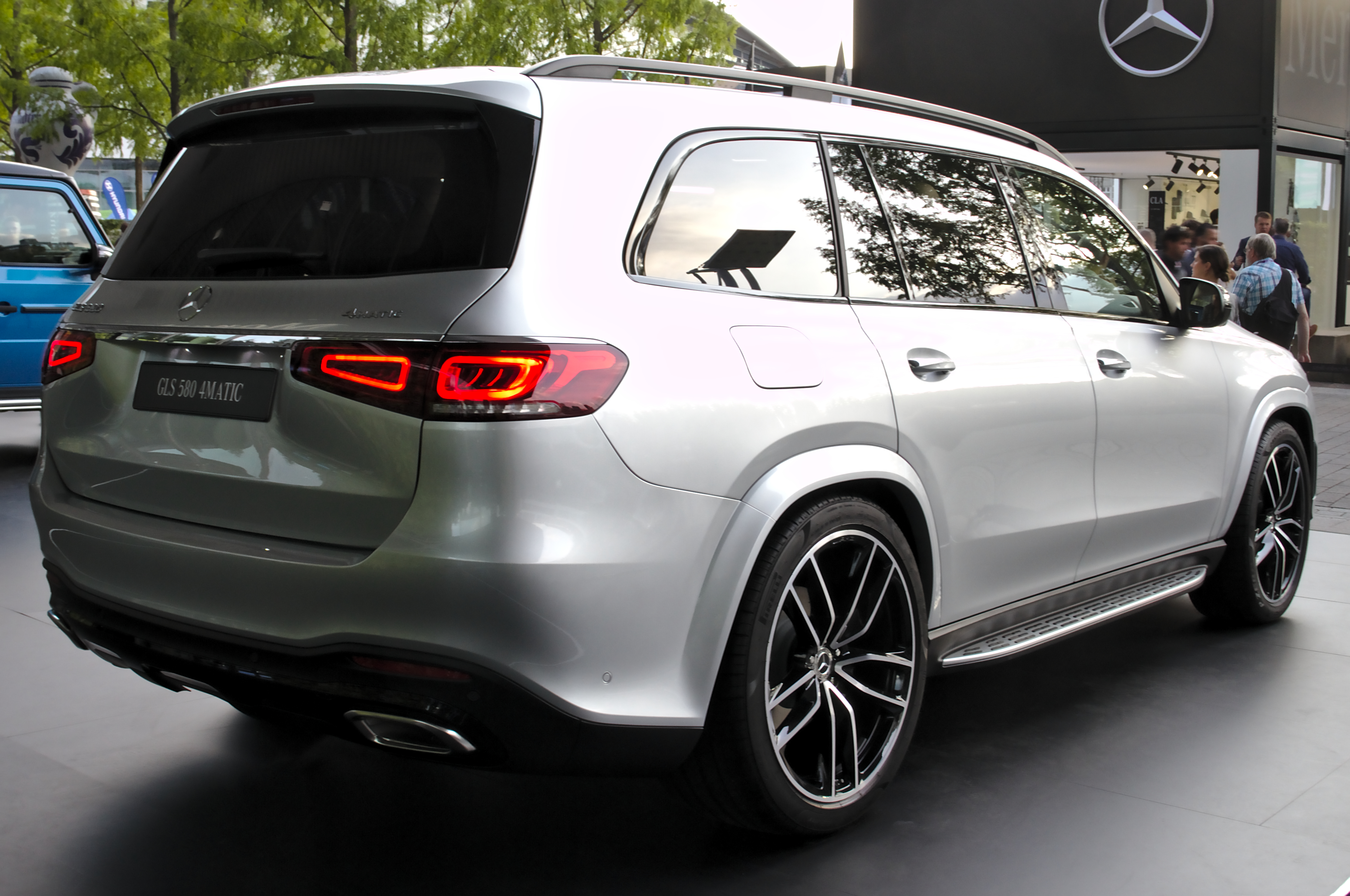
Mercedes-Benz GLS II - tył

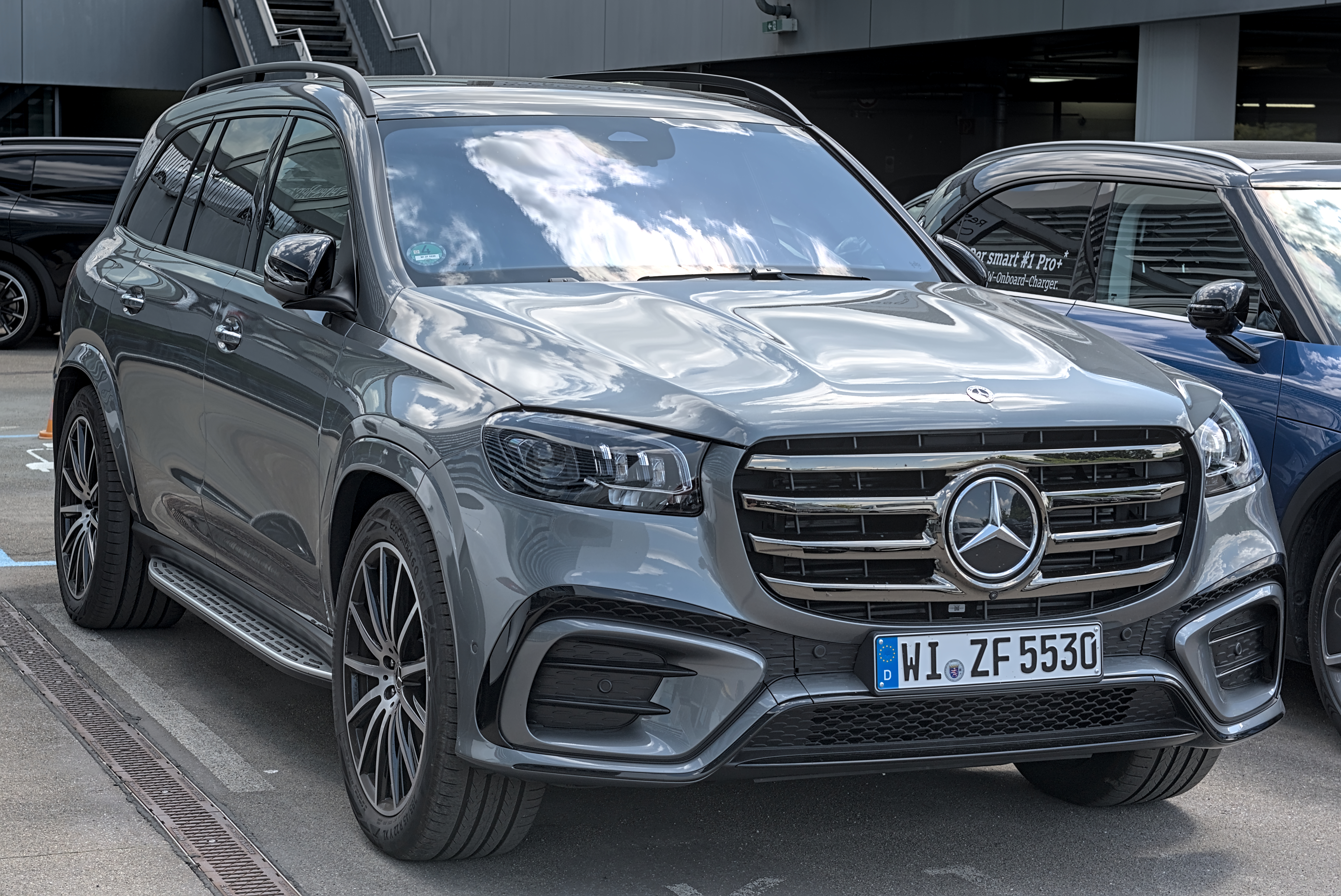
Mercedes-Benz GLS II po liftingu

Mercedes-Benz GLS II został zaprezentowany po raz pierwszy w kwietniu 2019 roku.
Drugie wcielenie największego, sztandarowego SUV-a Mercedesa zostało zaprezentowane w kwietniu 2019 roku. W przeciwieństwie do poprzednika, jest to całkowicie nowa konstrukcja opracowana od podstaw. Samochód zyskał podobny kształt nadwozia i zbliżone, kanciaste akcenty. Jednakże, nie zabrakło charakterystycznych elementów stylistycznych dla nowych modeli marki jak np. podłużnych tylnych lamp. Ponadto, GLS II jest też wyraźnie dłuższe i szersze, a to wszystko przy obniżonej masie całkowitej.

### Lifting
W kwietniu 2023 roku samochód przeszedł niewielki lifting. Zostały wprowadzone nowe reflektory z nowymi wypełnieniami LED. W oczy rzuca się również ogromny grill o nowej fakturze. W zderzaku zagościły nowe wloty i elementy dekoracyjne. Osłony błotników zostały polakierowane w tym samym kolorze, natomiast te po drzwiami pozostały plastikowe i uzupełniają je nakładki progowe ułatwiające wsiadanie i wysiadanie. Z tyłu jest najmniej zmian, co jest typowe dla takich modernizacji. Pojawiły się tu nowe klosze lamp oraz inny zderzak. Warto podkreślić, że podobny zakres zmian obejmuje odmianę Maybach. Tam można dokupić nawet 23-calowe felgi. 

### Stylistyka
Podobnie jak w przypadku pierwszej generacji GLS-a i poprzednich modeli z serii GL, kokpit i wiele elementów wystroju wnętrza zapożyczono z segment mniejszego GLE. Wynika to z technicznego pokrewieństwa tych modeli, które nie kończy się tylko na m.in. wspólnej platformie.

### Silniki
GLS drugiej generacji oferowane jest wyłącznie z dziewięciobiegową automatyczną skrzynią biegów, zarówno z silnikami benzynowymi, jak i wysokoprężnymi. Sprzedaż samochodu w Polsce ruszyła w czerwcu 2019 roku.